# 鹿戸雄一
鹿戸 雄一（しかと ゆういち、1962年5月23日- ）は、日本中央競馬会 (JRA) 美浦トレーニングセンター所属の調教師で、元騎手。
元調教師の鹿戸幸治・鹿戸明兄弟は親戚。長女は馬事文化応援アイドル「桜花のキセキ」元メンバーの成瀬琴で、騎手の荻野極は義理の息子（成瀬の夫）。長男（成瀬の弟）は明治大学の学生で馬術選手の鹿戸雄翔。

## 来歴

### 騎手時代
馬事公苑を卒業後、1984年に久保田金造厩舎所属で騎手デビュー。同期は坂本勝美、中舘英二、出津孝一、木幡初広、谷中公一（谷中はデビュー1年遅れ）らがいる。
初騎乗は同年3月4日中山競馬第1競走のキクノファイターで13頭立ての9着。初勝利は同年10月27日東京競馬第1競走のグレーカスタムであった。
1991年に師匠の久保田金造調教師が死去し、厩舎が解散したため、フリーとなった。また、同年のアングロアラブの重賞、タマツバキ記念をヨドノチカラで制し、重賞初勝利を飾った。しばらく重賞勝ちがなかったが、1998年にマイネルプラチナムで札幌3歳ステークスを制し、7年ぶりの重賞勝利を挙げた。その後はビーマイナカヤマとのコンビで2000年と2001年のガーネットステークスを連覇するなど、ダート重賞で活躍した。ダートグレード競走も1999年6月10日の北海道スプリントカップと、2001年12月10日のとちぎマロニエカップ、および群馬記念、朱鷺大賞典、かしわ記念を勝利している。
2001年12月9日、中京第8競走でグントラムに騎乗し1着、通算300勝を達成した。
2007年3月に調教師免許を取得し、騎手を引退した。騎手成績は5,487戦346勝、重賞は4勝であった。

### 調教師時代
騎手時代の末期から調教に参加するなど、関係が深かった藤沢和雄調教師の下で技術調教師として学んだ。また、この頃に同厩舎で管理されていたゼンノロブロイのイギリス遠征にも帯同している。
そして2008年3月、2月限りで定年で引退した増沢末夫調教師並びに矢野進調教師の厩舎を実質的に引き継ぐ形で厩舎を開業した。初年度は18馬房が割り当てられた。3月2日に管理馬が初出走を迎え、中京競馬場で行われた大須特別にダイワジーニアスが1番人気で出走したが4着だった。
2008年11月9日、第46回アルゼンチン共和国杯にスクリーンヒーロー（旧矢野進厩舎からの引き継ぎ馬）が出走、蛯名正義が騎乗し重賞初勝利を挙げると、3週間後に出走した第28回ジャパンカップではミルコ・デムーロ鞍上で出走し優勝。厩舎開業からわずか8ヶ月という早さでGI競走初勝利も記録した。
2009年には蛯名信広調教師の事故死に伴い、蛯名の管理馬を全て引き継いでいる。
2011年の東日本大震災の日に、地震に驚いてひっくり返って動けなくなっている馬がいたという経験から、GIの前夜はなるべく厩舎に泊まり込むようにしているという。

## 騎手成績
| 通算成績 | 1着 | 2着 | 3着 | 騎乗数 | 勝率 | 連対率 |
| -------- | --- | --- | --- | ------ | ---- | ------ |
| 平地     | 346 | 345 | 386 | 5482   | 0.63 | .126   |
| 障害     | 0   | 2   | 0   | 5      | .000 | .400   |
| 計       | 346 | 347 | 386 | 5487   | .063 | .126   |

|            | 日付           | 競走名           | 馬名             | 頭数 | 人気 | 着順 |
| ---------- | -------------- | ---------------- | ---------------- | ---- | ---- | ---- |
| 初騎乗     | 1984年3月4日   | -                | キクノファイター | -    | -    | 9着  |
| 初勝利     | 1984年10月27日 | -                | グレーカスタム   | -    | -    | 1着  |
| 重賞初騎乗 | 1985年9月29日  | セントライト記念 | トラストリベロ   | 10頭 | 6    | 4着  |
| GI初騎乗   | 1986年5月18日  | 優駿牝馬         | ミデオンルビー   | 22頭 | 21   | 20着 |
| 重賞初勝利 | 1991年9月15日  | タマツバキ記念   | ヨドノチカラ     | 14頭 | 6    | 1着  |

### 主な騎乗馬
- ビーマイナカヤマ（2000年・2001年ガーネットステークス）
- マイネルプラチナム（1998年札幌3歳ステークス）
- インターシオカゼ（1990年根岸ステークス 2着・1991年フェブラリーハンデキャップ 2着）
- ヨドノチカラ（1991年タマツバキ記念）

## 調教師成績
|            | 日付           | 競馬場・開催  | 競走名               | 馬名               | 頭数 | 人気 | 着順 |
| ---------- | -------------- | ------------- | -------------------- | ------------------ | ---- | ---- | ---- |
| 初出走     | 2008年3月2日   | 1回中京2日11R | 大須特別             | ダイワジーニアス   | 15頭 | 1    | 4着  |
| 初勝利     | 2008年5月17日  | 1回新潟5日9R  | 4歳上500万下         | ダイワバイロン     | 15頭 | 6    | 1着  |
| 重賞初出走 | 2008年3月15日  | 1回阪神5日9R  | 阪神SJ               | マンテンフラワー   | 12頭 | 11   | 5着  |
| 重賞初勝利 | 2008年11月9日  | 5回東京2日11R | アルゼンチン共和国杯 | スクリーンヒーロー | 16頭 | 3    | 1着  |
| GI初出走   | 2008年4月13日  | 2回阪神6日11R | 桜花賞               | エフティマイア     | 17頭 | 15   | 2着  |
| GI初勝利   | 2008年11月30日 | 5回東京8日10R | ジャパンC            | スクリーンヒーロー | 17頭 | 9    | 1着  |

### 主な管理馬
- スクリーンヒーロー（2008年アルゼンチン共和国杯、ジャパンカップ）[4]
- エフティマイア（2008年桜花賞2着、優駿牝馬2着）
- フォーエバーモア（2014年クイーンカップ）
- スマートオリオン（2014年オーシャンステークス、2015年中京記念）
- ビッシュ （2016年紫苑ステークス）
- ベストアクター （2020年阪急杯）
- エフフォーリア （2021年共同通信杯、皐月賞、天皇賞（秋） 、有馬記念）
- ウインカーネリアン （2022年関屋記念、2023年東京新聞杯）
- セットアップ（2023年札幌2歳ステークス）
- トロヴァトーレ（2025年ダービー卿チャレンジトロフィー）

出典:

### 主な厩舎所属者
- 三浦皇成（騎手、2012年 - ）
- 木幡初也（騎手、2014年 - 2019年）
- 水出大介（調教助手、2012年 - ）